# 冊封国
冊封国（さくほうこく）とは、前近代の東アジアにおける冊封体制の下で、歴代の中華王朝を宗主国とした君臣関係を結んだ国家。従属国の一種。
藩邦・藩属国・服属国なども言う。

## 解説
冊封とは、中国の皇帝が自国に朝貢してきた周辺諸国の君主に対し、官職や爵位（王号など）を授与してその地位を承認する行為を指す。「冊」は皇帝から印綬などと共に与えられる冊命書（任命書）のことであり、「封」とは藩国（封建）とすることを意味する。周辺諸国の君主は中国皇帝から「○○国王」などの地位に封じられることにより、中国皇帝の臣下となり両者の間に形式上の君臣関係が成立しその国は冊封国とされる。
冊封国の君主は中華皇帝に対し主に以下のような義務を負担する。
- 定期的な中国への朝貢
- 中国皇帝の出兵要請に応じること
- 中国への他国の使者を妨害しないこと
- 中国皇帝への臣下の礼

これに対して中国皇帝は冊封国に対して外敵からの侵略に対しての保護の責任を負った。
冊封国は外藩、君主は外臣とされ、中国国内の藩国は内藩、君主および官僚が内臣と区別された。外藩の冊封国は中国の法ではなく、その国の法の施行が認められた。ただし、中国王朝に対し冊封国がどのような義務を負っていたかは一律ではなく、個別の事情により異なるが、一般には形式的なものであり、西洋における植民地、保護国のように内政や外交に干渉されるものでは無かった。このような関係は、国家主権の平等性を基盤とする西洋の国際関係の影響を受けて崩壊していった。清朝は冊封国との関係を国際法に基づく形で再編を試みたが失敗に終わった。
冊封国の序列は中国王朝から下賜される印綬や冊封使の品階などで区別された。

## 日本
日本は3世紀ごろに奴国および倭国が印綬を受けたことで冊封体制に編入された。5世紀の宋代には倭の五王は遣宋使を派遣し宋の冊封体制下に入って官爵を求めた。しかし、6世紀以降は冊封体制から離脱していた。14世紀に足利義満が明の永楽帝から日本国王に冊封されると再び冊封体制に入るが室町幕府の衰退とともに冊封関係は消滅した。

### 琉球
1402年に中山王国の武寧が明に朝貢し永楽帝から初めて琉球国中山王に冊封された。同年、南山王国の汪応祖も冊封を受けた。武寧を廃して中山王を継いだ第一尚氏の尚思紹は琉球国中山王が冊封されると、1875年に明治政府によって清への朝貢が禁止されるまで琉球国中山王に冊封され続けた。一方で、尚寧の治世下の1609年に薩摩藩の琉球侵攻が行われ薩摩藩支配下に置かれると、中国の冊封国としてと薩摩藩の付庸国としての二重の支配構造の下に置かれた。

## 朝鮮半島
朝鮮では紀元前3世紀頃、前漢初期に衛氏朝鮮が冊封されて以来、1895年に日清戦争で日本が清を破り、下関条約によって朝鮮を独立国と認めさせるまで、ほぼ一貫して中国の冊封国であった。高麗では国王が亡くなると、中国（宋）から冊封使が来て承認が得られるまで「権知国事」というつなぎの称号まであった。琉球など他の冊封国では国王が亡くなれば新たな国王がすぐに継ぎ、中国からの「事後承認」を得る形であったが、朝鮮だけは「事前承認」を得る形を取っており、「中国の許し」を重視していたといわれる。高麗王位を簒奪して高麗王を称した太祖李成桂は、即位するとすぐに権知高麗国事と称して明に使節を送り、権知高麗国事としての地位を認められた。明より王朝交代に伴う国号変更の要請をうけた李成桂は、重臣達と共に国号変更を計画し、洪武帝が「国号はどう改めるのか、すみやかに知らせよ」といってきたので、高麗のほうでは「朝鮮」と「和寧」の二つの候補を準備して洪武帝に選んでもらった。和寧は北元の本拠地カラコルムの別名であったので、洪武帝は、むかし前漢の武帝にほろぼされた王国の名前である「朝鮮」を選んだ、そして李成桂を権知朝鮮国事に封じたことにより朝鮮を国号とした。和寧と言うのは李成桂の出身地の名であり、現在では国号の本命ではなかったとの意見が多い。清代には、黄金100両、白銀1000両の他、牛3000頭、馬3000頭など20項目余りの物品を献上したが毎年朝貢した記録や、閔妃が自身の子（純宗）を王世子（世継ぎ）とさせるため、側近を清へ派遣して自身の子を嫡子として承認（冊封）してもらっていた記録が残っている。

## ベトナム
越南は清朝に従属しつつ自らも付庸国を持ち、対外的に宗主国としての地位を得ていた。